# Bogatka (województwo pomorskie)
Bogatka (przed 1945 nieoficjalnie Rychemberk, niem. Reichenberg) – wieś w Polsce położona w województwie pomorskim, w powiecie gdańskim, w gminie Pruszcz Gdański. 
Miejscowość położona na obszarze Żuław Gdańskich, stanowi sołectwo Bogatka.
Wieś należąca do Żuław Steblewskich terytorium miasta Gdańska położona była w drugiej połowie XVI wieku w województwie pomorskim. W latach 1975–1998 miejscowość administracyjnie należała do województwa gdańskiego.
Do 1945 we wsi znajdował się kościół gotycki, który uległ spaleniu po wkroczeniu Armii Czerwonej. Na jego wieży znajdowały się znaki wysokiej wody z lat 1658, 1691, 1747 i 1829.
We wsi dom podcieniowy i zagroda holenderska z pocz. XIX wieku.

## Historia
Według Słownika geograficznego Królestwa Polskiego z roku 1888 Reichenberg Gasse stanowiły wybudowanie  należące do Rychemberka w powiecie gdańskim nizinnym. Według spisu z roku 1885 było tu 5 domów i 71 mieszkańców.